# هوارد كلارك هوليستر
هوارد كلارك هوليستر (بالإنجليزية: Howard Clark Hollister)‏ هو قاضي ومحامي أمريكي، ولد في 11 سبتمبر 1856 في سينسيناتي في الولايات المتحدة، وتوفي في 24 سبتمبر 1919 في أوهايو في الولايات المتحدة.